# Ludwik Bałaban
Ludwik Bałaban (ur. 27 czerwca 1872 w Skarpowcach, zm. 5 maja 1936 w Hermanowiczach) – polski ksiądz katolicki, poseł na Sejm Litwy Środkowej.  

## Życiorys
Był synem Błażeja i Petroneli z Gecewiczów. Uczęszczał do szkoły w Święcianach. 15 listopada 1891 wstąpił do Wyższego Seminarium Duchownego św. Józefa w Wilnie, które ukończył w 1896. W tym samym roku w Wilnie otrzymał święcenia kapłańskie z rąk biskupa Ludwika Zdanowicza. 
Służył jako wikariusz w parafii w Krzemienicy. Podczas swojej pracy kapłańskiej otrzymał upomnienie od władz rosyjskich upomnienie za publiczne śpiewy w języku polskim. Następnie był proboszczem w parafiach w Strubnicy i Krynkach. W Krynkach przyczynił się do budowy nowego kościoła parafialnego. Utworzył tam również tajną szkołę polską, która została zamknięta przed władze rosyjskie.
W 1915 zostaje ewakuowany do Rosji, gdzie pełni funkcję kapłana uchodźców. W Bobrujsku pełni funkcję kapelana I Korpusu Polskiego w Rosji. W 1918 wrócił do Wilna. Po zajęciu miasta przez bolszewików zostaje zadenuncjowany za udział w Wojsku Polskim, jednak udaje mu się uniknąć uwięzienia. W 1919 jako prezes Towarzystwa Szkolnego organizuje w Wilnie gimnazjum polskie. Pełni funkcję prezesa komisji, która wyjaśnić miała sprawę języka używanego podczas kazań w kościele w Raduniu. Był prefektem i rektorem kościoła popijarskiego w Lidzie. W 1921 był prezesem koła Związku Ludowo-Narodowego w Lidzie. W 1922 został wybrany posłem na Sejm Litwy Środkowej z listy Polskiego Centralnego Komitetu Wyborczego w okręgu nr X (Lida). W Sejmie był członkiem klubu Zespołu Stronnictw i Ugrupowań Narodowych.
Później sprawował posługę proboszcza w parafii w Dziśnie (gdzie odrestaurował kościół) i w Hermanowiczach.
Zmarł 5 maja 1936 w Hermanowiczach. 7 maja został pochowany na cmentarzu parafialnym w tejże miejscowości.

## Upamiętnienie
W kościele w Krynkach została odsłonięta tablica upamiętniająca ks. Ludwika Bałabana.